# Canton d'Oloron-Sainte-Marie-Est
Le canton d'Oloron-Sainte-Marie-Est est une ancienne division administrative française, située dans le département des Pyrénées-Atlantiques et la région Aquitaine.

## Composition
Le canton regroupe 17 communes:
- Bidos
- Buziet
- Cardesse
- Escou
- Escout
- Estos
- Eysus
- Goès
- Herrère
- Ledeuix
- Lurbe-Saint-Christau
- Ogeu-les-Bains
- Oloron-Sainte-Marie (partie)
- Poey-d'Oloron
- Précilhon
- Saucède
- Verdets

## Histoire
En 1790, le canton d'Oloron était composé des mêmes communes qu'aujourd'hui à l'exception de Cardesse.
Jusqu'en 1858, (loi du 18 mai 1858), le canton d'Oloron-Sainte-Marie-Est s'appelait Canton d'Oloron.

## Représentation

### Conseillers généraux de 1833 à 2015
| Période               | Identité                                          | Parti                    | Qualité |
| --------------------- | ------------------------------------------------- | ------------------------ | --- |
| 1833-1845             | Jean-Antoine Proharam                             | Majorité ministérielle   | Ancien magistrat, maire d'Oloron                                                                                               |
| 1845-1848             | Henri La Caze (1802-1884)                         | Majorité gouvernementale | Député (1843-1848), propriétaire du château de Lasseube                                                                        |
| 1848-1849             | Charles, Comte puis Marquis d'Angosse (1816-1873) |                          | Maître de forges à Louvie-Soubiron                                                                                             |
| 1849-1861 (décès)     | Baron Frédéric Dombidau de Crouseilhes            | Droite                   | Magistrat - Pair de France (1845-1848) Député (1849-1851) Ministre (1851) - Sénateur (1852-1861)                               |
| 1861-1866             | Baron Pierre-Isidore Schmitz                      |                          | Colonel puis Général de division, Major Général des armées de Paris, Membre du Conseil supérieur de la guerre                  |
| 1866-1883             | Joseph-Edmond Carrère                             | Droite                   | Conseiller à la Cour de Pau |
| 1883-1892 (démission) | Félix Bouderon                                    | Républicain              | Président de la chambre consultative des Arts et Manufactures à Oloron-Sainte-Marie Conseiller municipal d'Oloron-Sainte-Marie |
| 1892-1904 (décès)     | Léon Mendiondou                                   | Républicain              | Maire d'Oloron-Sainte-Marie |
| 1904 - 1934 (décès)   | Louis Barthou                                     | Républicain modéré       | Avocat - Député (1889-1922) Sénateur (1922-1934) Président du Conseil des Ministres (mars-décembre 1913) Ministre (1917)       |
| 1934-1940             | Jean Fauchay (1888-1955)                          | RG                       | Médecin, Bidos Nommé membre de la Commission administrative départementale en 1941 Nommé conseiller départemental en 1943      |
|                       |                                                   |                          | |
| 1945-1955             | Pierre Abadie                                     | MRP puis DVD             | Agriculteur à Oloron-Sainte-Marie                                                                                              |
| 1955-1969 (décès)     | Jean Loustalot-Forest                             | DVD                      | Avocat à la Cour d'appel de Pau                                                                                                |
| 29 juin 1969-1979     | Max Fauchay (1924-1992)                           | DVD                      | Médecin, Bidos |
| 1979-1985             | Raymond Dieste (1927-2012)                        | PS                       | Comptable puis directeur d'un centre d'accueil des personnes âgées Maire d'Oloron-Sainte-Marie (1983-2001)                     |
| 1985-1992 (décès)     | Max Fauchay                                       | UDF-Rad.                 | Médecin, Bidos |
| 1992-2004             | Bertrand Loustalot-Forest                         | DVD                      | Avocat à Pau et à Oloron-Sainte-Marie                                                                                          |
| 2004-2015             | Jean-Pierre Domecq                                | PS                       | Cultivateur Ancien Maire-adjoint d'Oloron-Sainte-Marie                                                                         |

### Conseillers d'arrondissement (de 1833 à 1940)
Le canton d'Oloron-Est avait deux conseillers d'arrondissement.
| Période                                  | Période          | Identité                                   | Étiquette                             | Qualité |
| ---------------------------------------- | ---------------- | ------------------------------------------ | ------------------------------------- | --- |
| 1833                                     | 1845             | Julien Paul Bambalère (1796-1878)          |                                       | Avocat, juge suppléant au Tribunal civil d'Oloron                                                           |
| 1833                                     | 1842             | Joseph Pémartin                            | Modéré                                | Député (1789 à 1815), président du Corps législatif (21 janvier-5 février 1802), propriétaire à Oloron      |
| 1842                                     | 1848             | M. Barberen                                |                                       | Négociant à Bedous                                                                                          |
| 1845                                     | 1848             | Jean François Henry Lavignolle (1806-1863) |                                       | Procureur du Roi à Oloron, propriétaire de la Seigneurie de Meyracq                                         |
|                                          |                  |                                            |                                       | |
| 1892                                     | 1910             | Jules Fabre                                | Républicain opportuniste              | Maire d'Oloron                                                                                              |
| 1898                                     |                  | Thomas Michel Cazaux (1849-1926)           | Républicain opportuniste puis Radical | Médecin |
| 1910                                     |                  | Ferdinand Berdolou                         | Radical                               | Agriculteur, maire d'Ogeu                                                                                   |
|                                          | 1934 (démission) | Bertrand Lamarque                          | RG                                    | Notaire à Oloron                                                                                            |
| 1931                                     | 1940             | Pierre Forcade                             | RG                                    | Greffier au Tribunal de commere d'Oloron                                                                    |
| 1940                                     |                  |                                            |                                       | Les conseils d'arrondissement ont été suspendus par la loi du 12 octobre 1940 et n'ont jamais été réactivés |
| Les données manquantes sont à compléter. |                  |                                            |                                       | |

## Démographie
| 1962 | 1968 | 1975 | 1982 | 1990   | 1999   | 2006   | 2011   | 2012   |
| ---- | ---- | ---- | ---- | ------ | ------ | ------ | ------ | ------ |
| -    | -    | -    | -    | 12 168 | 11 994 | 12 115 | 12 396 | 12 393 |